# NGC 4314
NGC 4314 (другие обозначения — UGC 7443, MCG 5-29-75, ZWG 158.93, KUG 1220+301, IRAS12200+3010, PGC 40097) — спиральная галактика с перемычкой (SBa) в созвездии Волосы Вероники.
Этот объект входит в число перечисленных в оригинальной редакции «Нового общего каталога».
В ядерном кольце галактики происходит звёздообразование, звёздные скопления в нём имеют возраст 1-15 миллионов лет. Эпоха звёздообразования началась 30 миллионов лет назад.